# Stoicyzm współczesny
Stoicyzm współczesny (ang. Modern Stoicism) – zapoczątkowany pod koniec XX wieku, pierwotnie głównie w obszarze języka angielskiego, nurt filozoficzny zainteresowany odnową starożytnego stoicyzmu w zgodzie z umysłowością współczesną. W formie popularnej liczny zbiór społeczności o zasięgu globalnym, w szczególności online, skupionych na samorozwoju w oparciu o stoickie dziedzictwo.

## Źródła w filozofii i psychoterapii
Stoicyzm współczesny uformował się na fali wzrostu zainteresowania etyką cnót w II połowie XX wieku. Prace filozofów takich jak Philippa Foot, Alasdair MacIntyre czy Martha Nussbaum sprawiły, że etyka cnót (do której to rodziny należy etyka stoicka) zaczęła być postrzegana jako pełnoprawna alternatywa wobec dominujących dotychczas w krajobrazie etyki normatywnej utylitaryzmu i postkantowskiej deontologii.
Korzeni współczesnego stoicyzmu można doszukiwać się też w inspirowanych stoicyzmem antycznym nurtach psychologii i psychoterapii, m.in. w pracach Alberta Ellisa, twórcy terapii racjonalno-emotywnej czy Aarona T. Becka, ojca wczesnych wersji psychoterapii poznawczo-behawioralnej. Również Viktor Frankl, twórca logoterapii, czerpał ze stoicyzmu antycznego.

## Próba definicji i motywacja
Jedną z pierwszych prac definiujących kluczowe założenia współczesnego stoicyzmu była książka A New Stoicism Lawrence Beckera z 1997. Jak to ujął Becker:
„interesujące byłoby wyobrazić sobie jak wyglądałyby losy stoicyzmu gdyby rozwijał się nieprzerwanie przez dwadzieścia trzy wieki, gdyby stoicy musieli skonfrontować się z Baconem, i Kartezjuszem, Newtonem i Lockiem, Hobbesem i Benthamem, Hume’em i Kantem, Darwinem i Marksem”.
Massimo Pigliucci, inny z czołowych przedstawicieli ruchu, ujmuje to krócej: „warto rozważyć, co oznacza »bycie stoikiem« w XXI wieku”. Zdaniem Pigliucciego stoicyzm jest atrakcyjną alternatywą dla popularnego w świecie zachodnim buddyzmu, bo przejawia z nim istotne podobieństwa, a jednocześnie jest dla człowieka Zachodu znacznie bliższy kulturowo. Pisze:
„Próbowałem studiować buddyzm przez pewien czas, ale treści, z którymi udało mi się zetknąć, wydawały się zbyt obce, sformułowane w kulturowych, językowych i konceptualnych warunkach, które ze mną nie rezonowały. Gdy sięgnąłem po Epikteta, Marka Aureliusza czy Senekę, momentalnie poczułem się jak w domu”.

## Różnice w stosunku do stoicyzmu antycznego

### Skupienie na aspektach praktyczno-etycznych
Tradycyjnie stoicyzm składał się z trzech zasadniczych komponentów: epistemologiczno-logicznego, metafizyczno-kosmologicznego i praktyczno-etycznego. U stoików współczesnych wyraźna jest tendencja do koncentrowania się na ostatnim z nich przy jednoczesnej marginalizacji czy nawet całkowitym pominięciu pozostałych, jak np. w „Sztuce życia według stoików” Stankiewicza, gdzie taki zabieg jest przedstawiony jako w pełni świadomy wybór.

### Zgodność z naturą
Jednym z absolutnych fundamentów starożytnego stoicyzmu było przekonanie, że dobre życie to życie zgodne z naturą. Natura była postrzegana jako z definicji dobra, co udzielało się wszystkiemu, co pozostawało z nią w zgodności. Co więcej, starożytni stoicy uznawali teleologiczny pogląd na świat, czyli przeświadczenie, że wszystko jest racjonalnie ułożone i ma swój cel.
Współcześnie takie przekonanie jest znacznie trudniejsze do utrzymania. Jak ujmuje to Becker:
„nauka stanowi duże wyzwania dla przekonań metafizycznych stoików. (...) Mierzymy się z obojętnością wszechświata wobec nas i naszą nieistotnością w nim. Nie zwraca najwyraźniej na nas uwagi, nie przygotował dla nas roli ani celu”.
Becker przyznaje, że etyka stoicka zyskałaby na porzuceniu idei „zgodności z naturą”, ale jest to według niego koncept zbyt centralny dla stoicyzmu, by go porzucić, pozostaje więc reinterpretacja. Proponuje zamiast „zgodności z naturą” przyjąć „zgodność z faktami”, przez co rozumie fakty o świecie fizycznym i społecznym, który zamieszkujemy, uzyskiwane głównie za pomocą nauki. Poznanie sytuacji faktycznej jest niezbędne, zanim przejdziemy do rozważań natury normatywnej (co dokonuje się a posteriori). W efekcie zmiany w naszej wiedzy wymagają zmian w etyce.
Podobnie do Beckera argumentuje William B. Irvine. Jego zdaniem nawet jeśli starożytne uzasadnienia stoicyzmu są dla współczesnych nieprzekonujące, to można poszukać innej bazy do skorzystania z trafnych stoickich intuicji psychologicznych. Współcześni monoteiści mogą więc korzeni dla części praktyczno-etycznej stoicyzmu szukać w zastąpieniu części teologicznej stoicyzmu elementami własnej religii. Niewierzący z kolei mogą świadomie wykorzystywać swoją – ewolucyjnie wykształconą – umiejętność rozumowania, żeby niejako „nadużyć” innych ewolucyjnie wykształconych mechanizmów w celu osiągnięcia spokojnego i szczęśliwego życia. Jeden z przykładów, który podaje, to ludzka tendencja do niepohamowanego gromadzenia zasobów materialnych czy prestiżu, która miała duży sens w świecie prehistorycznym, gdy zasoby były bardzo rzadkie, ale dla współczesnego mieszkańca zamożnej części świata jest strategią suboptymalną z punktu widzenia jakości życia i np. przepracowywanie się w celu zdobycia jakichś zbędnych dóbr materialnych redukuje ogólny spokój i zadowolenie z życia. Jednostka może świadomie użyć stoickiej strategii „negatywnej wizualizacji” (wyobrażenia sobie siebie w sytuacji gorszej niż aktualna w celu docenienia obecnej), żeby temu zjawisku przeciwdziałać.

### Stopniowanie cnoty i aspiracje do uniwersalności
U Beckera tradycyjne stoickie binarne („wszystko albo nic”) pojmowanie cnoty jest zakwestionowane. Tak jak dla starożytnych dana osoba jest albo perfekcyjnym mędrcem, albo nie jest nim wcale, tak współczesny stoicyzm proponuje bardziej zniuansowane podejście i dopuszcza odcienie szarości.
Podobnie porzucone jest starożytne stanowisko, że stoickie życie jest najlepszą opcją dla każdego człowieka. Według Beckera osoba o kompulsywnym, obsesyjnym czy nałogowym usposobieniu może w sposób logiczny stoicyzm odrzucić.

### Stoicyzm a arystotelizm
Starożytni stoicy uważali, że nie ma żadnych wstępnych warunków do prowadzenia stoickiego życia. Każdy może według nich zostać stoickim mędrcem bez względu na okoliczności zewnętrzne jak bieda, choroba itd. W tym tradycyjnym stoickim sporze z kontynuatorami myśli Arystotelesa (perypatetykami), według których pewien minimalny zbiór sprzyjających okoliczności zewnętrznych jest warunkiem życia cnotliwego, Becker i spora część stoików współczesnych staje po stronie Arystotelesa.

### Dychotomia kontroli
Dla starożytnego stoicyzmu (zwłaszcza u Epikteta) istotne jest rozróżnienie na rzeczy od nas zależne i niezależne. Stoicy proponują skupić się wyłącznie na tej pierwszej grupie. Jakkolwiek ten koncept jest przejmowany wprost przez wielu stoików współczesnych, np. Piotra Stankiewicza, inni dokonują jego reinterpretacji.
Dla Beckera taki podział jest zbytnim uproszczeniem. Jego zdaniem należy go czytać tak, że roztropnie byłoby stopniować siłę i głębokość naszego przywiązania do przedmiotów adekwatnie do ich kruchości i przemijalności.
Irvine idzie dalej i zastępuje dychotomię kontroli „trychotomią”. Proponuje podzielić rzeczy na całkowicie od nas zależne, częściowo zależne i całkowicie niezależne. Massimo Pigliucci opisuje to tak:
„Część rzeczy od nas zależy (głównie – nasze myśli i działania), inne od nas nie zależą (wielkie wydarzenia historyczne, działalność przyrody), ale nad sporą liczbą rzeczy mamy częściową kontrolę. Irvine wyodrębnia trzecią kategorię pod względem zinternalizowanych celów (...) Rozważmy przypadek meczu tenisowego. Wynik gry jest pod twoją częściową kontrolą, w tym sensie, że masz na niego wpływ, ale są też czynniki poza twoją kontrolą, jak umiejętności przeciwnika, uczciwość sędziego, a nawet losowe porywy wiatru”.

### Ascetyzm i wyrzeczenie
Stoicyzm współczesny nie ma jednoznacznego zdania na temat ascetycznych motywów w stoicyzmie i jego stosunku do przyjemności życia codziennego. Becker pisze o nieporozumieniu zarówno wśród stoików, jak i ich krytyków i „fałszywym przeświadczeniu, że stoicki ideał to życie wyzute ze zwykłych źródeł przyjemności jak seks, jedzenie, muzyka, majątek, sława, przyjaźń itd.”. Według niego źródłem zamieszania jest fakt, że „stoicy okazjonalnie wspominali, że dla mędrca eudajmonia zastępuje zwykłe szczęście”.
W tym duchu Piotr Stankiewicz mówi o błędnej „ascetycznej interpretacji” stoicyzmu, podkreślając, że „stoicyzm nie jest ascetyzmem, a stoik nie jest mnichem”. Według niego to szkoła „radykalnych epikurejczyków” jest bliższa ideału wstrzemięźliwości. Stoicyzm rozciąga się sporo szerzej. Jak pisze:
„My [nowocześni stoicy] musimy zmierzyć się z bujnością, różnorodnością i – tak! – zmysłowością życia i musimy trwać i rozwijać się wewnątrz tego świata, akceptując go takim, jaki jest. W przeciwieństwie do mnicha, stoik nie unika niezliczonych aspektów życia ziemskiego i zmysłowego”.
Z drugiej strony, Kevin Patrick odpiera ten argument, wykpiwając go jako przejaw „hedonicznego stoicyzmu”. Jego zdaniem wspomniane stanowisko:
„wpada w pułapkę i jest błędnym rozumowaniem, że skoro rzeczy zewnętrzne są nam obojętne, powinniśmy zanurzyć się we wszystkich rzeczach, do których mamy skłonność”.
Irvine zajmuje mniej wyraziste stanowisko i proponuje ćwiczenie „dobrowolnego dyskomfortu”, czyli okresowe eksponowanie się na drobne lub umiarkowane nieprzyjemności (jak trwanie w głodzie i chłodzie, mimo że moglibyśmy temu zapobiec) w celu zahartowania się, wyprzedzając nieszczęścia, które mogą na nas spaść w przyszłości. Jego zdaniem:
„jeśli wszystko, co znamy, to wygoda, możemy być zszokowani, kiedy będziemy zmuszeni do znoszenia bólu lub niewygody, co prawie na pewno kiedyś się wydarzy. Innymi słowy, dobrowolny dyskomfort to coś w rodzaju szczepionki. Wystawiając się na niewielką dawkę osłabionego wirusa dziś, tworzymy odporność, która uchroni nas przed wyniszczającą chorobą w przyszłości”.

## W formie popularnej

### Na świecie
Ruch stoicyzmu współczesnego opiera się na licznych społecznościach o zasięgu globalnym, w szczególności online, w formule Web 2.0. Wiele z popularnych blogów i podcastów jest prowadzonych przez uznanych akademików zajmujących się zawodowo stoicyzmem, np. Massimo Pigliucciego czy Williama B. Irvine’a.
Jedną z najważniejszych organizacji ruchu jest witryna Modern Stoicism, która gości blog Stoicism Today, a w latach 2012–2017 przygotowywała Annual Stoic Week (doroczny tydzień stoicki). Organizowana przez Modern Stoicism od 2014 roku w różnych miastach (Londyn, Nowy Jork, Toronto, Ateny) coroczna konferencja Stoicon gromadzi ważnych dla ruchu mówców, a jej nagrania są dostępne online.
Subreddit stoicki (stan na kwiecień 2020) posiada 280 000 członków, a otwarta grupa Stoicism Group na Facebooku 75 tysięcy (stan na maj 2020).
Znane podcasty o zastosowaniu stoicyzmu w czasach współczesnych to m.in. Stoic Solutions Podcast (gospodarz – Justin Vacula), The Practical Stoic Podcast (Simon Drew) i The Sunday Stoic (Steve Karafit). Massimo Pigliucci prowadzi podcast Stoic Meditations, który składa się z codziennych krótkich medytacji na podstawie fragmentów klasycznych rozpraw antycznego stoicyzmu.

### W Polsce
Prowadzony na portalu Facebook blog Sztuka życia według stoików Piotra Stankiewicza skupia ponad 10 000 czytelników (stan na kwiecień 2020), blog Stoicyzm uliczny Marcina Fabjańskiego – nieco ponad 4 000 (stan na kwiecień 2020), a Stoic Way Tomasza Mazura – niespełna 2 000 (stan na kwiecień 2020).
Tomasz Mazur w 2009 założył nieformalne Centrum Praktyki Stoickiej, które wyewoluowało w sieć Klubów Praktyki Stoickiej z oddziałami m.in. w Warszawie i Trójmieście. Od 2019 prowadzi podcast Ze stoickim spokojem.

## Wybór książek o stoicyzmie współczesnym

### W języku angielskim
- James Stockdale, Courage Under Fire (Stanford University: Hoover Essays, 1993)
- Sharon Lebell, The Art of Living. The Classical Manual on Virtue, Happiness and Effectiveness (New York: Harper One, 1995)
- Lawrence C. Becker, A New Stoicism (Princeton: Princeton University Press, 1997; Revised edition 2017)
- John Sellars, The Art of Living: The Stoics on the Nature and Function of Philosophy (Aldershot: Ashgate, 2003; 2nd edn London: Duckworth, 2009)
- Vernezze, Peter, Don’t Worry, Be Stoic: Ancient Wisdom for Troubled Times (Lanham: University Press of America, 2005)
- Keith Seddon, Stoic Serenity: A Practical Course on Finding Inner Peace (Stoicon Foundation, 2006).
- Margaret Graver, Stoicism and Emotion (Chicago, University Of Chicago Press, 2007)
- M. Andrew Holowchak, The Stoics. A Guide for the Perplexed (London: Continuum, 2008)
- William B. Irvine, A Guide to the Good Life. The Ancient Art of Stoic Joy (Oxford: Oxford University Press, 2009)
- Cooper, Ray, The Stoic Homilies: A Week-by-Week Guide to Enlightened Living (Burleigh, Qld: Zeus Publications, 2009)
- Natalie Haynes, The Ancient Guide to Modern Life (London: Profile Books, 2010)
- Jules Evans, Philosophy for Life: And Other Dangerous Situations (Rider, 2012)
- Donald Robertson, The Philosophy of Cognitive-Behavioural Therapy: Stoic Philosophy as Rational and Cognitive Psychotherapy (Karnac, 2010)
- William O. Stephens, Marcus Aurelius: A Guide for the Perplexed (London: Continuum, 2012)
- Donald Robertson, Stoicism and the Art of Happiness (2013)
- Ryan Holiday, The Obstacle is the Way: The Timeless Art of Turning Trials into Triumphs (Penguin Publishing Group, 2014)
- Patrick Ussher [ed.], Stoicism Today: Selected Writings vol. I (Stoicism Today: 2014)
- Ryan Holiday and Stephen Hanselman, The Daily Stoic: 366 Meditations on Wisdom, Perseverance, and the Art of Living (Portfolio [Penguin], 2016)
- Ryan Holiday, Ego is the Enemy (Penguin Publishing Group, 2016)
- Patrick Ussher [ed.], Stoicism Today: Selected Writings vol. II (Stoicism Today: 2016)
- Massimo Pigliucci, How To Be a Stoic (New York: Basic Books, 2017)
- Ward Farnsworth, The Practicing Stoic: A Philosophical User’s Manual (Boston: David R. Godine, 2018)
- Piotr Stankiewicz, Does Happiness Write Blank Pages? On Stoicism and Artistic Creativity (Vernon Press, 2018)
- Donald Robertson, How to Think Like a Roman Emperor: The Stoic Philosophy of Marcus Aurelius (New York: St. Martin’s Press, 2019)
- Jonas Salzgeber, The Little Book Of Stoicism (2019)
- Ryan Holiday, Stillness is the Key (Profile Books, 2019)
- Piotr Stankiewicz, Manual of Reformed Stoicism (Vernon Press, 2020)

### W języku polskim
- Marcin Fabjański, Stoicyzm uliczny. Jak oswajać trudne sytuacje, Warszawa 2010
- Tomasz Mazur, O stawaniu się stoikiem, Warszawa 2014
- Piotr Stankiewicz, Sztuka życia według stoików, Warszawa 2014
- Tomasz Mazur, Nieustające napomnienia. Współczesne medytacje stoickie, Warszawa 2021
- Aneta Szlama,Terapeutyczne aspekty filozofii stoickiej, Warszawa 2021
- Paulina F. Seidler, Po prostu spokój. Jak dobrze żyć po stoicku, Warszawa 2022